# Juarez Martins dos Anjos
Juarez Martins dos Anjos (Serra Dourada, Bahia, 21 de setembro de 1962) é um artista plástico e professor de desenho.

## Biografia
Artista plástico, desenhista e pintor, nasceu na Bahia e teve sua trajetória artística desenvolvida como que de brincadeira, pois no desejo de brincar e com condições financeiras precárias, desenvolvia seus próprios brinquedos na idade de 7 anos. Ele só não contava que isso já era uma manifestação artística.
Quando veio com toda família para São Paulo em 1973, se encantava com os desenhos exibidos na televisão, e nas bancas de jornais próximas a sua escola. Seu pai comprava revistas de desenho, onde desenvolvia seu talento. 
Em 1989 se formou em Artes Plásticas pela Escola de Arte Portinari, e devido a formação alcançou uma evolução e suas primeiras premiações.
Descobriu sua tendência para a escultura por conta de seu mestre e professor Paulo Acencio, que vendo sua capacidade de entender as formas o aconselhou a esta técnica.

## Trabalhos realizados
Seus trabalhos estão espalhados por São Paulo, mas especificamente dentro do seu bairro, que abrange São Miguel Paulista e Itaim Paulista, Zona Leste.
Sua obra "Escultura Pedra Pequena", que fica na Praça Silva Teles, Itaim Paulista, é considerada Patrimônio Público do Município de São Paulo.
Outro trabalho de destaque e por ele considerado o mais importante de sua carreira, foram os troféus desenvolvidos para premiações da Corrida Internacional de São Silvestre, conhecido como "Troféu Marco da Paz". Foram realizados por 5 anos consecutivos e estão espalhados pelo mundo, já que muitos vencedores dessa corrida são estrangeiros.